# Ditadura militar no Panamá

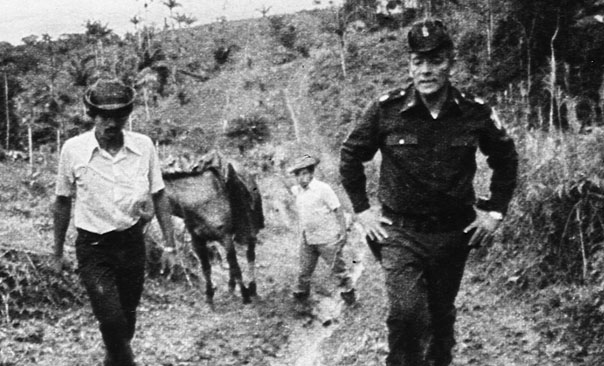
Omar Torrijos com pecuaristas panamenhos.

A ditadura militar panamenha foi um período de 21 anos em que o Panamá esteve sob uma ditadura militar. Foi iniciada a partir do golpe de Estado de 11 de outubro de 1968 contra o presidente Arnulfo Arias Madrid liderado pelos coronéis Boris Martínez, José H. Ramos Bustamante e o general Omar Torrijos Herrera. No entanto, em comparação com muitas ditaduras latino-americanas, não foi anticomunista, mas um "processo revolucionário" para acabar com a burocracia e a má gestão que o país enfrentava. Os meios de comunicação foram  controlados, porém novas leis e uma Constituição foram criadas, todas sob a administração de Torrijos. Na época de Manuel Antonio Noriega, a corrupção apoderou-se do governo e uma onda de oposição política foi desencadeada e as más relações com os Estados Unidos levaram a uma invasão que trouxe o fim do governo militar. Cabe destacar que durante a ditadura ocorreram avanços tecnológicos e políticos, como a televisão em cores, os computadores, a maior representação do Panamá na política mundial, os Tratados Torrijos-Carter que levaram à reversão do Canal do Panamá ao istmo e alguma melhoria do sistema de saúde, econômico, educacional e social.

## Antecedentes
O golpe de Estado de 1931, que derrubou o presidente Florencio Harmodio Arosemena, foi um acontecimento que colocou a jovem república em crise. Os governos de José Antonio Remón (o único presidente panamenho assassinado no cargo) e Marco Aurelio Robles marcaram o Panamá como uma nação débil. O presidente Arnulfo Arias Madrid havia sido deposto duas vezes: em 1941, em seu primeiro governo, onde foi substituído por Ricardo Adolfo de la Guardia, e em 1951, em seu segundo governo, no qual foi substituído por Alcibíades Arosemena.
Nas eleições gerais de 1968 haviam três candidatos: o engenheiro David Samudio Ávila, apoiado pela coligação Alianza del Pueblo liderada pelo Partido Liberal, Arnulfo Arias Madrid, apoiado pela coligação Unión Nacional liderada pelo Partido Panamenho e o Dr. Antonio González Revilla, candidato do Partido Democrata Cristão. Após acusações de corrupção e compra de votos, o Arias Madrid sai vitorioso com 41.545 votos.

## Tomada de poder pelos militares
Na noite de 11 de outubro de 1968, os militares se mobilizaram e prenderam muitos apoiadores do presidente Arnulfo Arias enquanto ele estava em um cinema local. Mais tarde, tomaram as rádios do país e emitiram uma declaração na voz de Omar Torrijos. Em 12 de outubro, Boris Martínez estabeleceu uma Junta Militar para assumir o controle da nação. Arias imediatamente refugia-se na Zona do Canal do Panamá e posteriormente parte para um autoexílio em Miami.
Posteriormente, Martínez e Torrijos lutaram pelo poder no Panamá, mas Torrijos  sairia vitorioso ao forçar o exilio de Boris Martínez em 1969. Assim Torrijos acabou consolidando seu poder no país e proclamou-se Líder Máximo de La Revolución Panameña.
O governo militar usou seu poder para neutralizar a oposição inicial das lideranças comunitárias, do movimento estudantil e dos apoiadores de Arnulfo Arias que formavam a Frente Cívica. A repressão às manifestações massivas se intensificou. Os militares chegaram a ocupar e fechar a Universidade do Panamá e o Instituto Nacional do Panamá. Isso produziu ainda mais encarceramentos e provocou mortes em circunstâncias estranhas e confrontos armados.

## Governo e política
O poder estava centrado nas forças armadas. Naquela época, o Presidente da República não passava de um fantoche do chefe de governo, que era ao mesmo tempo chefe da Guarda Nacional.
O governo militar era o poder completo do Estado e o órgão legislativo era baseado na Assembleia Nacional dos Representantes dos Corregimentos e no Conselho Nacional de Legislação. Com a assinatura dos Tratados Torrijos-Carter, a primeira reforma da Constituição foi feita em 1978, na qual permitia o multipartidarismo, mas o Partido Revolucionário Democrático (PRD), inscrito em 11 de outubro de 1978, teria a papel de partido dominante. Em 1983 a Assembleia Nacional regressa com o nome de Assembleia Legislativa, que existiu de 1983 a 1989 (ano em que Noriega restabeleceu a Assembleia de Representantes).
O órgão judicial era uma dependência do governo militar, de modo que muitas vezes não havia julgamentos justos.

## Fim da ditadura
Em 31 de julho de 1981, o general Torrijos morreu em um acidente de avião ocorrido em Cerro Marta, província de Coclé.
Após sua morte, quando o governo foi desestabilizado, a Guarda Nacional nomeou Rubén Darío Paredes como chefe de governo e a Assembleia de Representantes elegeu Arístides Royo como presidente da República. Quando Noriega assumiu o poder, a economia e a política panamenhas sofreram com as declarações antiamericanas do ditador. Isso significou tempos de pobreza, corrupção e ataques à população, como o Massacre de Albrook.

### A invasão
Dois dias antes do ataque, um soldado estadunidense foi morto ao cruzar um posto de controle em frente ao quartel-general da Guarda Nacional, o que considerado o estopim do conflito. A invasão começou na manhã de 20 de dezembro de 1989 com o bombardeio de múltiplas instalações políticas e militares. O objetivo do ataque era anular qualquer resposta do exército panamenho. O bombardeio destruiria aeroportos e bases militares do país.
Apesar das declarações de Noriega perante a Assembleia Legislativa dias antes da operação militar estadunidense, não houve declaração de guerra formal e a ação foi condenada pela Assembleia Geral da ONU e pela Organização dos Estados Americanos. A operação durou poucos dias devido à superioridade do exército ocupante e à pouca resistência encontrada. Noriega conseguiu escapar e buscou asilo na Nunciatura Apostólica. Em 31 de janeiro de 1990, ele se renderia às forças de ocupação e seria preso após a Operação Nifty Package.
Guillermo Endara foi nomeado presidente do país em uma base militar dos Estados Unidos durante a operação. Nos dias que se seguiram à intervenção, devido à ausência da polícia e à passividade das tropas estadunidenses, ocorreram saques e atos de vandalismo em várias cidades, aumentando as perdas materiais.